# Báthory Gábor (újságíró)
Báthory Gábor (Veszprém, 1959. január 29.–) újságíró, szerkesztő, rádiós, televíziós bemondó.

## Családja és fiatalkora
Polgári értelmiségi családban született. Apja dr. Báthory József vegyészmérnök, kandidátus, tudományos főosztályvezető, anyja Zádor Éva magyar–történelem szakos tanárnő. Gyermekei Örs (1993), Virág (1995), Réka (2001).
A veszprémi Ének Zenei Általános Iskola után Pannonhalmára jelentkezett, a bencéseknél érettségizett 1977-ben. Ez a két iskola meghatározója lett pályafutásának: előbbi a kultúra, a művészet iránti nyitottságot, utóbbi keresztény életszemléletét, világnézetét döntötte el véglegesen. Színésznek készült, de pályája másfelé fordult. Egyetemi tanulmányait az Eötvös Loránd Tudományegyetem magyar–népművelés szakán végezte.

## Életútja
Az egyetem elvégzése után Balogh Elemér író-újságíró közreműködésével a Hírlapkiadó Vállalat üzemi újságainál, a Fényszóró, majd a Tungsram című lapoknál gyakornokoskodott, és cikkei jelentek meg a Magyar Ifjúságban is. Közben a Magyar Rádió külső munkatársaként is dolgozott. Első rádiós munkái, az Örkény István Meddig él egy fa, illetve A nagy küldetés című novelláiból készült rádióadaptációk 1979-ben kerültek bemutatásra.  Az ifjúsági osztály riportere, majd 1983-tól szerkesztő-műsorvezetője az Ötödig Sebesség, 1986-tól a Reggeli Csúcs című műsoroknak. Ekkor lett a Rádió főállású munkatársa. Fiatal rádiósként 1985-95 között aktív alakítója, oktatója volt a Diákújságírók Országos Egyesülete nyári újságírótáborainak, de amikor a Soros Alapítvány befolyása ellen tiltakozik, volt barátai kiszorítják az egyesületből.[forrás?]
Közéleti érdeklődése egyre erőteljesebbé vált, önálló műsort készített a katonai szolgálatot keresztény elkötelezettségük miatt megtagadó, börtönt vállaló fiatalokról (Szolgálat fegyver nélkül, 1988), a Magyarországon át Nyugatra tartó keletnémet menekültekről (Menekülés a zöld határon, 1989), majd a német újraegyesítésről Berlinből (Falak nélkül, 1990).
A romániai forradalom idején, 1989 decemberében néhány társával megbontotta a rádió szigorú műsorrendjét: a harcokban elszigetelődött erdélyi családoknak magyarországi rokonok üzeneteit olvasta be. Az elnök (Hajdú István) bizonytalan: fegyelmit adjon-e vagy jutalmat – végül a jutalom mellett dönt. Pár hónappal később eszközöket és bátorítást vitt néhány magyar nyelven sugárzó erdélyi rádióadónak.
A 90-es években televíziós műsorokban is megjelentek Báthory Gábor munkái: állandó riportere az ÁSZ, A Hét, a Kriminális és a Nulladik típusú találkozások című műsoroknak.
A rendszerváltás hullámai a perifériára sodorják a Rádióban: a régi, baloldali újságírók az Antall-kormány intézkedéseit támadták, tiltakozó akciókat szerveztek, amiben Báthory tudatosan nem vett részt. Leforgatta, és a Magyar Televízióban be is mutatták a Göncz Árpád köztársasági elnök által kiélezett médiaválságról készített, Éhségsztrájk című dokumentumfilmjét. Kimondva nem, de gyakorlatilag mellékvágányra került, egyre kevesebb és egyre alárendeltebb feladatokat végezhetett csak el a Rádióban.[forrás?]

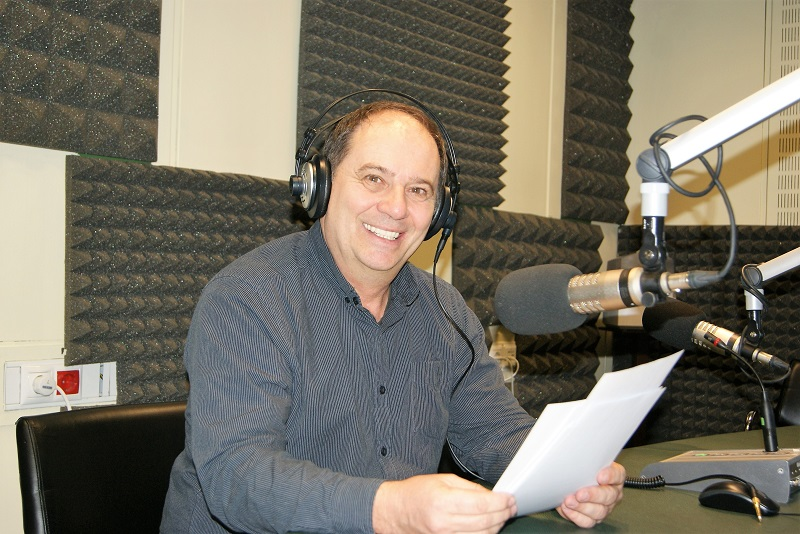
A Kossuth Rádióban 2016-ban

Újsághirdetés alapján jelentkezett 1992-ben a Hungária Televízió Alapítvány által elindított első magyar műholdas csatornához, a Duna Televízióhoz. Tizenegy éven át látott el bemondói feladatokat, kezdetben általános bemondóként, később kizárólag híradó műsorvezetőként. Szakmai tapasztalata és ambíciói ellenére sem kapott a csatornánál komolyabb feladatokat, ezért saját erőforrásokból készítette el az MTV-ben később pályadíjat elnyerő Tiltott találmányok (1992), majd ennek folytatásaként a Tűrhetetlen találmányok (1997) című, alternatív energiaforrásokról szóló dokumentumfilmjét. Ezek leírt változatát az UFÓ-Magazin című újság folytatásokban közölte.
Az ezredforduló éveiben riportere és műsorvezetője volt a Magyar Rádió Vasárnapi Újság című műsorának. Főállása mellett elkészítette a Beatrice zenekar koncertfilmjét (Magyar vagyok, 1998) és a Nagy Feróról készült portréfilmjét (Térden állva, 1999), amelyeket a Duna Televízió tűzött műsorára. Filmet készített dr. Kerényi Lajos piarista atya életművéről is („Te fogsz nekem ministrálni”, 2012).
Pályafutását egy Duna Televízió-beli bemondó kolléganője által kreált munkahelyi konfliktus roppantotta össze:[forrás?] 2003-ban elbocsátották. Inkább rövidebb, mint hosszabb ideig dolgozott a legkülönfélébb helyeken és beosztásokban: gimnáziumi oktatástechnikusként megrendezte az összes kötelező iskolai ünnepséget, közmunkás, idegenvezető (Erdély, Ausztria, Észak-Olaszország, Törökország), autómosó, gabonaellenőr, népművelő, mosogató, majd síliftes Ausztriában. Az otthonához közel fekvő Vácon kapott méltóbb feladatokat: városi idegenvezető, a helyi tévé híradósa és a német testvérváros VIP-tolmácsa 2010-ig.
Az egzisztenciális visszakapaszkodást a 2014-es év hozta el: az MTVA hírszerkesztőségébe került, a Bartók és a Kossuth Rádiók hírolvasójaként dolgozott 2017-ig. Közben a Fehérvár Travel utazási iroda idegenvezetőjeként éveken át több csoportot kalauzolt Görögországban.
Telepített idegenvezető lett 2018-ban ugyancsak Görögországban, de szeptembertől már egy váci középiskolában tanított. A félév lezártával előbb az EMMI-ben, majd annak háttérintézményeiben bíztak rá kommunikációs feladatokat.
2019-ben volt általános iskolája gálaműsorát rendezte a veszprémi Petőfi Színházban, az eseményről filmet is készített (Egyszer volt…, 2019).

## Elismerései
- Ifjúsági díj, 1988 (kormányzati kitüntetés a Reggeli Csúcs c. napi műsorért)
- Magyar Rádió: Elnöki dicséretek (NDK-s menekültek, romániai forradalom, német egyesítés dokumentumfeldolgozásáért)
- Duna Tv: két ízben nívódíj (nemzeti ünnepek moderálása)
- Magyar Televízió: győztes dokumentumfilm-pályázat (Tiltott Találmányok)
- Bocskai Díj, 1999 (erdélyi kitüntetés a határon túli témáknak a rádió Vasárnapi Újság című műsorában végzett feldolgozásáért)
- Hűség díj, 2000 (Nemzeti Társas Kör kitüntetése)